# Inconel

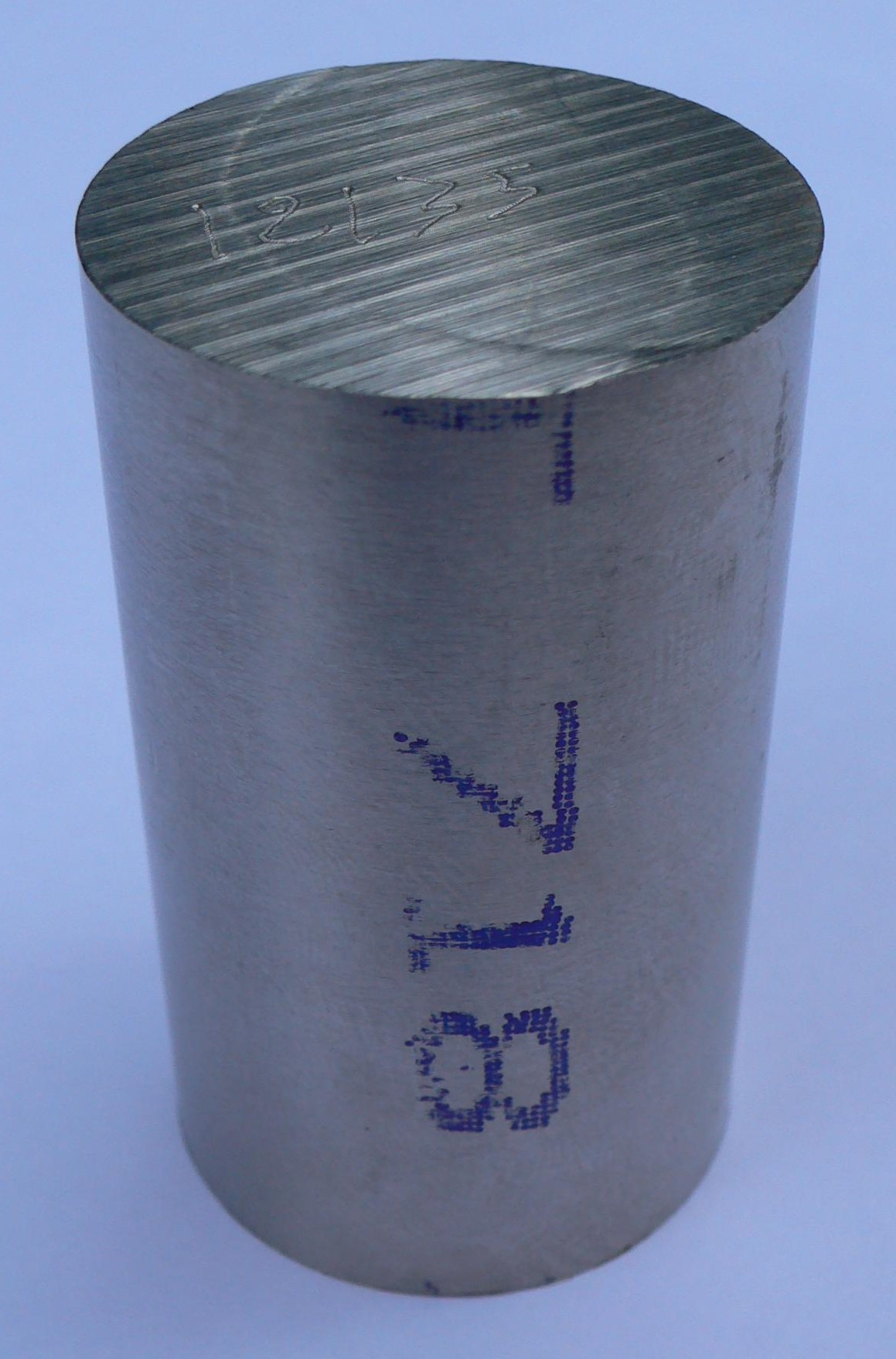
Cylindre d'Inconel 718.

Inconel est une marque déposée de Special Metals Corporation (en) désignant différents alliages de métaux. La marque est utilisée comme préfixe pour environ 25 alliages, les plus couramment utilisés étant l'Inconel 600 (NiCr15Fe), l'Inconel 625 (NiCr22Mo9Nb), et l'Inconel 718 (NiCr19Fe19Nb5Mo3).

## Caractéristiques

### Composition
Il est considéré par l'industrie métallurgique comme faisant partie de la gamme des superalliages.
Cependant, contrairement aux aciers inoxydables qui sont tous à base de fer (dominant en proportion) allié avec du nickel et du chrome, de nombreux Inconels sont à base de nickel (représentant généralement plus de la moitié en masse), allié avec du chrome et du fer, comme l'Inconel 625.
Ses métaux d'alliage secondaires sont principalement le molybdène, le niobium et le manganèse.
| Inconel | Autres dénominations              | Élément (% massique) | Élément (% massique) | Élément (% massique) | Élément (% massique) | Élément (% massique) | Élément (% massique) | Élément (% massique) | Élément (% massique) | Élément (% massique) | Élément (% massique) | Élément (% massique) | Élément (% massique) | Élément (% massique) | Élément (% massique) | Élément (% massique) |
| Inconel | Autres dénominations              | Ni                   | Cr                   | Fe                   | Mo                   | Nb                   | Co                   | Mn                   | Cu                   | Al                   | Ti                   | Si                   | C                    | S                    | P                    | B                    |
| ------- | --------------------------------- | -------------------- | -------------------- | -------------------- | -------------------- | -------------------- | -------------------- | -------------------- | -------------------- | -------------------- | -------------------- | -------------------- | -------------------- | -------------------- | -------------------- | -------------------- |
| 600     | UNS N06600                        | 72,0 min             | 14,0-17,0            | 6,0-10,0             |                      |                      |                      | 1,0 max              | 0,50 max             |                      |                      | 0,50 max             | 0,15 max             | 0,015 max            |                      |                      |
| 690     | UNS N06690                        | 58,0 min             | 27,0-31,0            | 7,0-11,0             |                      |                      |                      | 0,50 max             | 0,50 max             |                      |                      | 0,50 max             | 0,05 max             | 0,015 max            |                      |                      |
| 617     | UNS N06617                        | 44,5 min             | 20,0-24,0            | 3,0 max              | 8,0-10,0             |                      | 10,0-15,0            | 1,0 max              | 0,50 max             | 0,8-1,5              | 0,6 max              | 1,0 max              | 0,05-0,15            | 0,015 max            |                      | 0,006 max            |
| 625     | ASTM A-494, ACI CW6MC, UNS N06625 | 58,0 min             | 20,0-23,0            | 5,0 max              | 8,0-10,0             | 3,15-4,15            | 1,0 max              | 0,50 max             |                      | 0,40 max             | 0,40 max             | 0,50 max             | 0,10 max             | 0,015 max            | 0,015 max            |                      |
| 718     | UNS N07718                        | 50,0-55,0            | 17,0-21,0            | qsp 100 %            | 2,80-3,30            | 4,75-5,50            | 1,0 max              | 0,35 max             | 0,30 max             | 0,20-0,80            | 0,65-1,15            | 0,35 max             | 0,08 max             | 0,015 max            | 0,015 max            | 0,006 max            |
| X-750   | UNS N07750                        | 70,00 min            | 14,0-17,0            | 5,0-9,0              |                      | 0,70-1,20            | 1,00 max             | 1,00 max             | 0,50 max             | 0,40-1,00            | 2,25-2,75            | 0,50 max             | 0,08 max             | 0,01 max             |                      |                      |

- Note : dans ce tableau, les zéros sont significatifs.

### Mécaniques/physiques
Ses propriétés mécaniques à 20 °C et son apparence sont comparables à celles de l'acier inoxydable. À température ambiante, la contrainte à rupture peut varier de 690 à 1 500 mégapascals selon l'alliage et le traitement thermomécanique qu'il a reçu.
- Masse volumique à 20 °C : environ 8 250 kg m−3.
- Coefficient de Poisson à 20 °C : environ 0,29.

## Utilisations industrielles
D'une manière générale, les Inconels présentent les mêmes avantages que les aciers inoxydables par rapport aux aciers au carbone, mais plus marqués. Évidemment, ils sont aussi beaucoup plus chers, la décision de les utiliser est calculée selon la durée de vie souhaitée et la rentabilité de l'application. Ils sont ainsi utilisés dans les centrales nucléaires.
Les Inconels sont fréquemment utilisés dans l'aéronautique et plus particulièrement pour les pièces des parties chaudes des turboréacteurs.
- Aéronautique (composants des turboréacteurs exposés aux températures élevées : disques de turbine BP, aubes de compresseur BP, éléments de fixation, etc.).
- Aérospatiale (pièces tournantes, exposées aux températures extrêmes…).
- Marine (arbres, timonerie).
- Équipements de forage pour le pétrole. Leurs propriétés magnétiques leur permettent d'emporter des magnétomètres sans présenter d’interférences.
- Outillage à chaud.
- Centrale nucléaire, notamment dans les générateurs de vapeur des réacteurs à eau sous pression (REP).

## Autres utilisations
L'Inconel est utilisé dans les sports mécaniques, particulièrement dans la fabrication de collecteurs d'échappement (Formule 1, WRC…) et, de façon plus exceptionnelle, dans la fabrication de barbecues artisanaux en raison de sa supra-résistance thermique.

### Corrosion
Ils sont extrêmement résistants à la corrosion (bien plus que les aciers inoxydables) et sont utilisés dans les applications (principalement industrielles) où des produits très corrosifs sont impliqués, par exemple les industries papetière ou nucléaire. Leur résistance à l'oxydation permet de les utiliser à des températures élevées (jusqu'à 600 °C à 700 °C en fonction de l'application). 
Compte tenu de leur composition, principalement basée sur le nickel, ils résistent très mal en atmosphère réductrice et en particulier en présence de soufre (anhydre sulfureux, sulfure d'hydrogène).

### Fluage
Contrairement aux aciers au carbone qui peuvent difficilement être utilisés à des températures de plus de 400 °C, ou aux aciers inoxydables, qui dépassent difficilement 600 °C, certains Inconels peuvent être utilisés jusqu'à des températures de plus de 800 °C, ce qui explique leur utilisation pour l'avion-fusée américain North American X-15. 
Ceci est dû aux éléments d'addition (principalement Mo, Cr et Cu), qui augmentent la température de fluage.
Les Inconels sont aussi utilisés dans des applications industrielles où de hautes températures sont en jeu, telles que dans les unités pétrolières, l'aéronautique, l'aérospatial ou le nucléaire.

### Ductilité
Les Inconels ont une ductilité exceptionnelle, supérieure à celle des aciers inoxydables, leur permettant de descendre à des températures inférieures à −200 °C sans devenir fragiles. Ils sont utilisés dans des domaines où de très basses températures sont en jeu (recherche, distillation de certains composants de l'air, etc.).

### Équivalents
Les alliages de type Inconel sont comparables aux Hastelloys, seule la marque changeant.

## Usinage
On tourne généralement, en fraisage, entre 20 et 40 m/min, avec des avances et profondeur de passe réduites.
L'utilisation de plaquettes céramique est vivement conseillée pour assurer un résultat satisfaisant en fraisage.
En perçage, les solutions industrielles sont quasi inexistantes (hormis l’usinage par électro-érosion). Seules quelques entreprises arrivent tout de même à usiner l'Inconel.

## Fabrication additive
L'inconel existe aussi sous forme de poudre et de fil, qui sont largement utilisés par impression 3D industrielle, avec par exemple les procédés de fusion par laser (DMLS) ou de fusion par faisceau d'électrons (EBAM) . Du fait de ses propriétés mécaniques et thermiques, l'impression 3D en inconel 625 ou 718 est préférée dans les secteurs de l'aéronautique et du spatial pour fabriquer des pièces très complexes et soumises à des conditions extrêmes (notamment dans les moteurs d'avions ou de fusées).